# Jeanne de Saxe-Gotha-Altenbourg
Jeanne de Saxe-Gotha-Altenbourg (en allemand Johanne von Sachsen-Gotha-Altenburg) est née à Gotha le 1er octobre 1680 et meurt à Strelitz le 9 juillet 1704. Elle est une noble allemande, fille du duc Frédéric Ier de Saxe-Gotha-Altenbourg (1646-1691) et de Madeleine-Sibylle de Saxe-Weissenfels (1648-1681). 
Le 20 juin 1702 elle se marie à Strelitz avec Adolphe-Frédéric II de Mecklembourg-Strelitz (1658-1708), fils du duc Adolphe-Frédéric Ier de Mecklembourg-Schwerin (1588-1658) et de sa deuxième femme Marie-Catherine de Brunswick-Dannenberg (1616-1665), et veuf de Marie de Mecklembourg-Güstrow (1659-1701). Mais Jeanne est morte deux années plus tard sans avoir eu d'enfants.